# Vicky Vette
Vicky Vette (n. 12 de juny de 1965) és una actriu porno i model de glamur noruega. Nascuda a Noruega, a l'edat de 6 anys, va emigrar amb els seus pares al Canadà.

## Biografia
Vicky va treballar com a secretària durant diversos anys, arribant a la direcció d'alt nivell abans de deixar el seu càrrec com a gestora de personal amb el seu marit. Després d'uns anys en els quals va tenir èxit amb el seu negoci, Vicky va decidir intentar treballar com a model. Amb el suport del seu marit, ella va començar sent model eròtica i aviat va passar al porno apareixent en films i en revistes per a adults.
En tan sols un any va treballar per a diverses empreses porno com Vivid i VCA. També ha aparegut en unes 20 revistes del prestigi de Hustler, Busty Beauties (en portada i article principal), Leg Sex, Gent, High Society i Cherri. El 2003, amb 38 anys, va ser la model de major edat a guanyar el "Beaver Hunt" de la revista Hustler. En la pel·lícula Screw My Wife Please 36: She Can't Get Enough! apareix acreditada com a Mrs. V. Vail. Ha treballat al costat d'actrius com Autumn Haze. Vicky viu a Atlanta, Geòrgia i posseeix un apartament a Beverly Hills, a la rodalia de la ciutat de Los Angeles, Califòrnia.

## Trajectòria cinematogràfica
Vette és un cas rar en la indústria del porno, perquè va començar la seva carrera a una edat molt tardana 38 anys, quan la majoria de les actrius debuten amb menys de 25. Va guanyar amb la revista "Hustler" la competició de la foto amateur del mes, el mes de maig de l'any 2003, arribant a ser la dona de més edat en aconseguir-ho. Posteriorment va posar en dues ocasions per a la mateixa revista; el desembre de 2003 i el juliol de 2004.
Llavors va arribar el contracte amb LA Direct Models, després de la inclusió d'alguns quadres d'art nus en la seva carrera.
L'estrena en vídeo de Vicky Vette va ser a internet, en el lloc web MILF Hunter de Reality Kings a la tardor de l'any 2003, on ella va fer servir el nom de "Vickie" en la pel·lícula Freshly Fucked Look. En el vídeo, de 38 minuts, ella apareixia vestida amb un bikini de fil en un hotel, i potser va ser la primera vegada en la història de MILF Hunter en la qual havien trobat una veritable MILF, perquè Vicky era una dona que tenia 38 anys en aquest moment.
En veure el vídeo de MILF Hunter, el lloc web rival, MILF Seeker, la va contractar, i dues setmanes més tard va realitzar tres vídeos de 30 minuts de durada cadascun.
El seu primer vídeo (no exclusiu d'Internet) va ser una escena dirigida per Joey Silvera en el film Evil Vault, on ella va aparèixer en una Deep Penetration amb Dick Deleware i Alex Roxx.

## El suïcidi del seu marit
El 30 de gener de 2006, el cos del seu espòs, Frank, va ser trobat a l'apartament per un amic de tots dos. La seva mort va ser declarada de manera oficial com un suïcidi, encara que se'n van donar a conèixer pocs detalls.
Una carta rebuda pel lloc web d'AVN, que presumptament va ser enviada per Frank, diu: "Vicky Vette és membre de l'organització de la supremacia blanca i per això la seva negativa per realitzar escenes de sexe interracial". Això va ser negat immediatament per un portaveu de l'actriu.
En una entrevista recent amb KSEX a Los Angeles, Vicky va relatar que va ser maltractada físicament i en repetides ocasions durant el seu matrimoni. Raó per la qual ella es va separar. Va ser llavors, i una vegada separats, que el seu exmarit Frank es va suïcidar amb una sobredosi de cocaïna, heroïna i altres drogues. Ella s'havia separat de Frank un temps abans de la seva mort.

## Guardons
- 2005 AVN Award per la millor actuació - Metropolis[2]
- 2010 Segon lloc a Miss FreeOnes.
- 2011 Segon lloc a Miss FreeOnes.
- 2012 Guanyadora de Miss Freeones.